# Shawbury
Shawbury is een civil parish in het bestuurlijke gebied Shropshire, in het Engelse graafschap Shropshire met 2872 inwoners.
De River Roden stroomt door het dorp.
In de plaats is het weerstation van Shropshire gevestigd alsook een helikopterbasis van de RAF. 